# Toomas Hendrik Ilves

Herb nadany Toomasowi Hendrikowi Ilvesowi wraz z wręczeniem Łańcucha Orderu Izabeli Katolickiej (2007)

Herb nadany Toomasowi Hendrikowi Ilvesowi wraz z wręczeniem Orderu Królewskiego Serafinów (2011)

Toomas Hendrik Ilves (wym. [ˈtoːmɑs ˈhendrik ˈilves]; ur. 26 grudnia 1953 w Sztokholmie) – estoński polityk, dyplomata, przewodniczący Partii Socjaldemokratycznej w latach 2001–2002, prezydent Estonii w latach 2006–2016.

## Życiorys
Urodził się w Szwecji w rodzinie uchodźców z zajętej przez Związek Radziecki Estonii. Ukończył studia z zakresu psychologii na Columbia University i University of Pennsylvania.
W latach 80. pracował jako dziennikarz w Radiu Wolna Europa. Po odzyskaniu przez Estonię niepodległości był ambasadorem w USA, Kanadzie i Meksyku. W latach 1996–1998 po raz pierwszy sprawował urząd ministra spraw zagranicznych. W 1998 wstąpił do partii agrarnej, przekształconej w partię ludową Rahvaerakond (której przewodniczył w latach 1998–1999), przy udziale której powstał blok wyborczy Umiarkowani i następnie Partia Umiarkowanych. W wyborach w 1999 Toomas Hendrik Ilves uzyskał mandat do Riigikogu, wkrótce ponownie stanął na czele ministerstwa spraw zagranicznych w koalicyjnym rządzie Marta Laara. Funkcję tę pełnił do 2002, powracając do pracy w Zgromadzeniu Państwowym. Rok wcześniej został przewodniczącym swojego ugrupowania (w 2003 przekształconego w Partię Socjaldemokratyczną), ustąpił już w 2002 po porażce w wyborach samorządowych.
W 2003 został obserwatorem w Parlamencie Europejskim, po akcesji Estonii do UE od maja do lipca 2004 pełnił funkcję europosła. W pierwszych estońskich wyborach w 2004 uzyskał mandat eurodeputowanego. Zasiadał w grupie Partii Europejskich Socjalistów, był wiceprzewodniczącym Komisji Spraw Zagranicznych.
23 września 2006 został wybrany na prezydenta Estonii z poparciem socjaldemokratów, Estońskiej Partii Reform i konserwatystów. W kolegium elektorskim, zwołanym po nieudanych głosowaniach w parlamencie, otrzymał 174 głosy, pokonując urzędującego prezydenta Arnolda Rüütela (162 głosy).
29 sierpnia 2011 parlament wybrał go na kolejną kadencję prezydencką. Jego kandydaturę poparło 73 deputowanych, podczas gdy 23 zagłosowało na Indreka Taranda; jeden głos był pusty, dwa były nieważne. Toomas Hendrik Ilves uzyskał wymagane poparcie co najmniej 2/3 głosów (68 głosów) już w pierwszej turze głosowania (poparcia udzieliły mu te same ugrupowania co pięć lat wcześniej). Zakończył urzędowanie 10 października 2016.

## Odznaczenia i wyróżnienia

### Odznaczenia estońskie
- Łańcuch Orderu Herbu Państwowego (z urzędu, 2007)[5][6]
- Order Herbu Państwowego III klasy (2004)[7][6]
- Łańcuch Orderu Krzyża Ziemi Maryjnej (z urzędu, 2006)[6][8]
- Krzyż Zasługi Ministerstwa Obrony I klasy (2016)[9]
- Krzyż Zasługi I klasy MSZ (2021)[10]

### Odznaczenia zagraniczne
- Krzyż Wielki Orderu Zasługi (Norwegia, 1998)[6][11]
- Krzyż Wielki Orderu Honoru (Grecja, 1999)[6]
- Wielki Oficer Legii Honorowej (Francja, 2001)[6]
- Order Trzech Gwiazd II klasy (Łotwa, 2004)[6][12]
- Krzyż Wielki Orderu Łaźni (Wielka Brytania, 2006)[6]
- Łańcuch Krzyża Wielkiego Orderu Białej Róży Finlandii (Finlandia, 2007)[6][13]
- Order Złotego Runa (Gruzja, 2007)[6]
- Order Chryzantemy (Japonia, 2007)[6]
- Łańcuch Orderu Izabeli Katolickiej (Hiszpania, 2007)[6][14]
- Wielki Krzyż ze Złotym Łańcuchem Orderu Witolda Wielkiego (Litwa, 2008)[6]
- Krzyż Wielki Orderu Lwa Niderlandzkiego (Holandia, 2008)[6]
- Wielka Wstęga Orderu Leopolda (Belgia, 2008)[6]
- Order Trzech Gwiazd I klasy (Łotwa, 2009)[6]
- Krzyż Wielki Orderu Zasługi Republiki Węgierskiej (Węgry, 2009)[6]
- Krzyż Wielki Orderu Sokoła Islandzkiego (Islandia, 2010)[15]
- Order Zwycięstwa Świętego Jerzego (Gruzja, 2010)[6][16]
- Order Królewski Serafinów (Szwecja, 2011)[6]
- Łańcuch Orderu Gwiazdy Rumunii (Rumunia, 2011)[6]
- Order „Przyjaźń” I klasy (Kazachstan, 2011)[6]
- Narodowy Order Zasługi I klasy (Malta, 2012)[6]
- Krzyż Uznania I klasy (Łotwa, 2012)[6]
- Krzyż Wielki Klasy Specjalnej Orderu Zasługi Republiki Federalnej Niemiec (Niemcy, 2013)[6]
- Order Orła Białego (Polska, 2014)[6][17]
- Krzyż Wielki Orderu Świętego Olafa (Norwegia, 2014)[6][11]
- Order Podwójnego Białego Krzyża I klasy (Słowacja, 2015)[6][18]

### Wyróżnienia
- Medal Kuriera z Warszawy (Polska, 2024)[19]
- Medal Rady Bałtyckiej (2006)[20]